# ساختار در مقیاس بزرگ از فضا-زمان
ساختار در مقیاس بزرگ از فضا-زمان (به انگلیسی: The Large Scale Structure of Space–Time) رساله‌ای است که در سال ۱۹۷۳ در مورد فیزیک نظری فضازمان توسط استیون هاوکینگ و جرج الیس منتشر شد. 